# 南非大奖赛
南非大奖赛（英語：South African Grand Prix）是一級方程式賽車曾经在南非舉行的比賽。1934年，第一届南非大奖赛在開普省东伦敦的乔治王子赛道举行，吸引了来自欧洲的顶级车手，包括1939年的冠军路易吉·维洛雷西。
本场大奖赛由于第二次世界大战被迫中止，但在1960年作为一级方程式赛季的一部分恢复比赛，两年后正式进入世界一级方程式锦标赛赛历。这项赛事很受欢迎，但由于南非的种族隔离政策，大奖赛在1985年的争议性比赛后被迫暂停。1991年，种族隔离政策取消后，大獎賽於1992年和1993年回歸一级方程式赛曆上。迄今为止，1993年南非大奖赛是最后一场南非大奖赛。

## 历史

乔治王子赛道 (1959年建立)

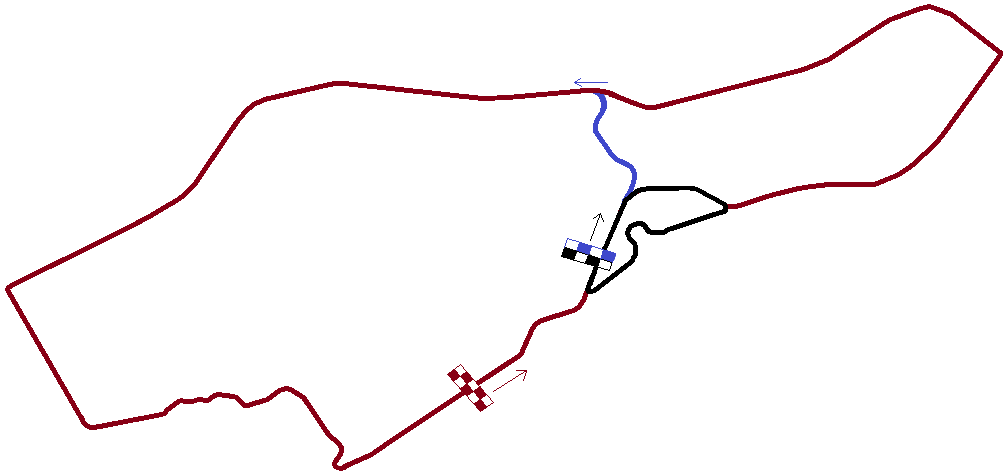
三个版本的乔治王子赛道
棕色：1934、蓝色：1936、黑色：1959

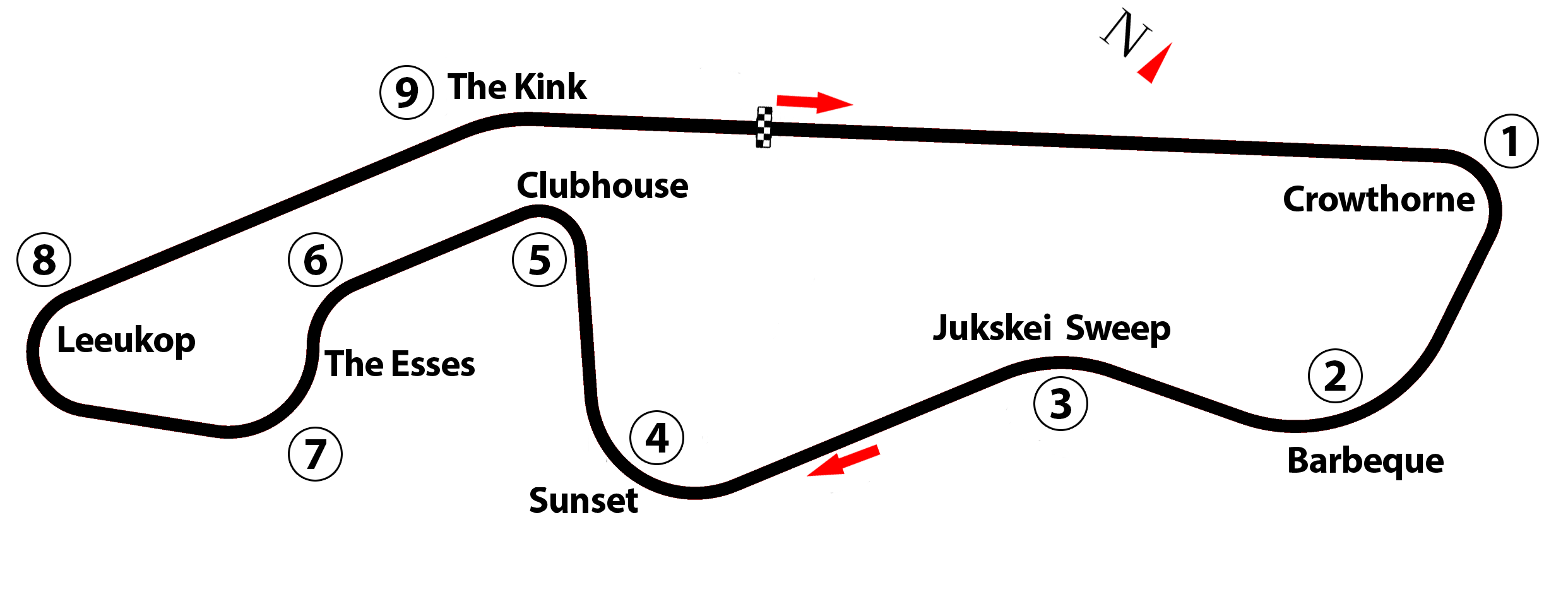
1961年的卡亚拉米赛道

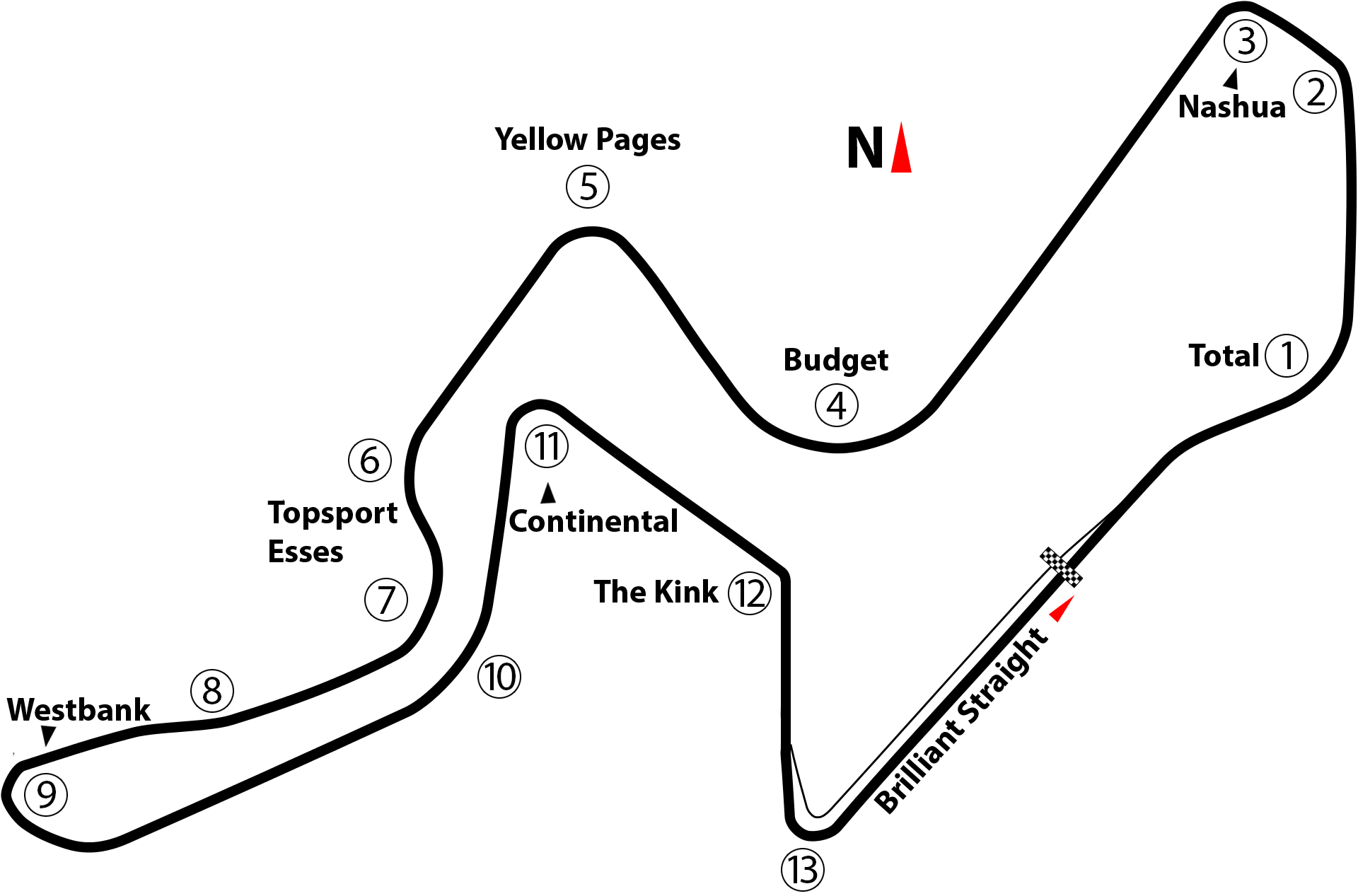
1990年代初的卡亚拉米赛道

### 乔治王子赛道（1934–1966年）
第一届南非大奖赛在一条24.4公里的公路上举行，这条公路穿梭于沿海城市东伦敦的不同居民区，被称为乔治王子赛道。1936年，这条赛道缩短到17.7公里。当比赛在第二次世界大战结束后恢复时，1959年，东伦敦修建了一条永久赛道，但保留了乔治王子赛道的名称。
1962年12月29日，第一届F1南非大奖赛在这里举行。在这一场比赛中，格雷厄姆·希尔在竞争对手，莲花车队车手吉姆·克拉克出现机械故障的情况下，赢得了分站冠军。1963年、1965年和1966年，F1南非大奖赛多次在乔治王子赛道举行。

### 卡亚拉米赛道（1967–1985年）
卡亚拉米赛道建于20世纪60年代初，在1967年举办了第一届南非大奖赛。私人车队车手约翰·洛夫前期优势明显，但在比赛后段遇到燃料问题退赛，墨西哥车手佩德罗·罗德里格斯获胜。
1968年的南非大奖赛上，吉姆·克拉克夺冠，并在这里打破了胡安·曼努埃尔·范吉奥创造的最多分站冠军纪录，这也是他在F1的最后一次夺冠。
1969年南非大奖赛，杰基·斯图尔特获胜。
1970年，44岁的老将杰克·布拉汉姆在生涯最后一场比赛中夺冠。
1971年，美国车手马里奥·安德烈蒂代表法拉利车队首次夺得南非大奖赛冠军。
1974年，美国车手彼得·瑞夫森在测试赛时在Barbeque弯遭遇撞车，后来因伤去世。阿根廷车手卡洛斯·瑞特曼在当年的比赛中首次夺冠。1975年，南非车手朱迪·大卫·谢科特获胜。
1977年的南非大奖赛是历史上最可怕的撞车事故之一，汤姆·普赖斯在全速撞击赛道工作人员詹森·范·武伦时身亡。尼基·劳达赢得了冠军，但这场事故给整个运动带来了冲击。
1979年的比赛是在多变的天气条件下举行的，加拿大车手吉尔斯·维伦纽夫夺冠。
进入20世纪80年代，涡轮增压技术出现在F1中。由于卡亚拉米赛道位于高海拔地区，涡轮发动机可以调节进入发动机的空气量，而自然吸气发动机则不能。
1982年，涡轮增压发动机的马力优势达到150马力，远远超过自然吸气发动机。使用涡轮增压的雷诺车队统治了1980年和1982年的南非大奖赛，1982年，法国车手阿兰·普罗斯特在赛中轮胎飞出后依然超过卡洛斯·鲁特曼夺冠。
1983年，南非大奖赛作为赛季收官战举行，普罗斯特、巴西车手尼尔逊·皮奎特和法国车手勒内·阿诺克斯三人共同争夺车手总冠军。普罗斯特和阿诺克斯都因引擎问题退赛，皮奎特获得第三名，夺得车手总冠军。赛后，普罗斯特对雷诺研发这款车的保守态度发表了激烈的批评，随后被车队解雇。皮奎特的队友，意大利车手里卡多·帕特雷斯赢得了比赛。
1984年，这项赛事在赛季初举行，转会至迈凯伦车队的普罗斯特在赛车启动失败后，按规则驾驶备用车从维修通道起步。普罗斯特最终以第二名的成绩落后于队友尼基·劳达。英国车手德里克·沃里克为雷诺车队取得了领奖台，巴西车手，未来的三届世界冠军艾尔顿·塞纳为托勒曼车队取得了第一个积分，获得第六名。
1985年南非大奖赛陷入了一场国际争议，因为南非政府因该国与种族隔离有关的暴力激增而于同年7月宣布进入紧急状态，各国开始抵制南非体育赛事。大多数F1车手都强烈反对前往南非参加比赛。部分國家政府也试图禁止其车手前往參賽，利吉尔车队和雷诺车队抵制了这场比赛，这与法国政府对南非体育赛事的禁令是一致的。然而，法国车手阿兰·普罗斯特和菲利普·斯特里夫参加了比赛。英国车手奈杰尔·曼塞尔连续第二次赢得了南非大奖赛，他的队友科克·罗斯伯格获得亚军。
1985年是种族隔离结束前的最后一届南非大奖赛，国际汽联主席让-马里·巴莱斯特尔在比赛结束几天后宣布，由于种族隔离政策，大奖赛将不会回到南非。

### 赛事回归（1992–1993年）
1991年，种族隔离政策结束后，F1回到了卡亚拉米赛道。
1992年南非大奖赛中，曼塞尔统治全场。
1993年的南非大奖赛上，普罗斯特、艾尔顿·塞纳和迈克尔·舒马赫之间展开了激烈的较量，最终普罗斯特夺冠。
1993年7月，卡亚拉米赛道被出售给南非汽车协会，该协会设法以盈利的方式运营该设施。然而，事实证明，举办一级方程式赛事的成本太高，大奖赛也没有回来。
唯一一位赢得南非大奖赛的主场车手是朱迪·大卫·谢科特。英国车手吉姆·克拉克4次夺冠，奥地利车手尼基·劳达3次夺冠。

### 再次回归的可能性
2018年4月，南非赛车运动协会首席执行官阿德里安·斯科尔茨讨论了南非大奖赛重返一级方程式大奖赛赛程的可能性。他说，办赛主要的障碍是举办此类赛事的高昂成本，以及包括卡亚拉米赛道在内，目前没有一条南非赛道符合国际汽联举办一级方程式赛事的要求。
2021年9月，有消息称，F1正在就2023年南非大奖赛的回归进行谈判。

## 冠军

### 多次获胜车手
粉紅色背景表示該賽事不屬於一級方程式世界錦標賽
| 次数  | 车手          | 年度                   |
| ----- | ------------- | ---------------------- |
| 4     | 吉姆·克拉克   | 1961、1963、1965、1968 |
| 3     | 尼基·劳达     | 1976、1977、1984       |
| 2     | 杰基·斯图尔特 | 1969、1973             |
| 2     | 卡洛斯·瑞特曼 | 1974、1981             |
| 2     | 奈杰尔·曼塞尔 | 1985、1992             |
| 2     | 阿兰·普罗斯特 | 1982、1993             |
| 來源: |               |                        |

### 多次获胜车队
粗體表示該車隊現在仍參加世界一級方程式錦標賽

粉紅色背景表示該賽事不屬於一級方程式世界錦標賽
| 次数  | 车队     | 年度                               |
| ----- | -------- | ---------------------------------- |
| 6     | 蓮花     | 1961、1963、1965、1966、1968、1978 |
| 4     | 法拉利   | 1971、1976、1977、1979             |
| 4     | 威廉姆斯 | 1981、1985、1992、1993             |
| 2     | 瑪莎拉蒂 | 1934 、1939                        |
| 2     | 庫珀     | 1960、1967                         |
| 2     | 泰瑞爾   | 1973、1975                         |
| 2     | 雷諾     | 1980、1982                         |
| 2     | 布拉漢姆 | 1970、1983                         |
| 2     | 麥拉倫   | 1972、1984                         |
| 來源: |          |                                    |

### 歷屆冠軍

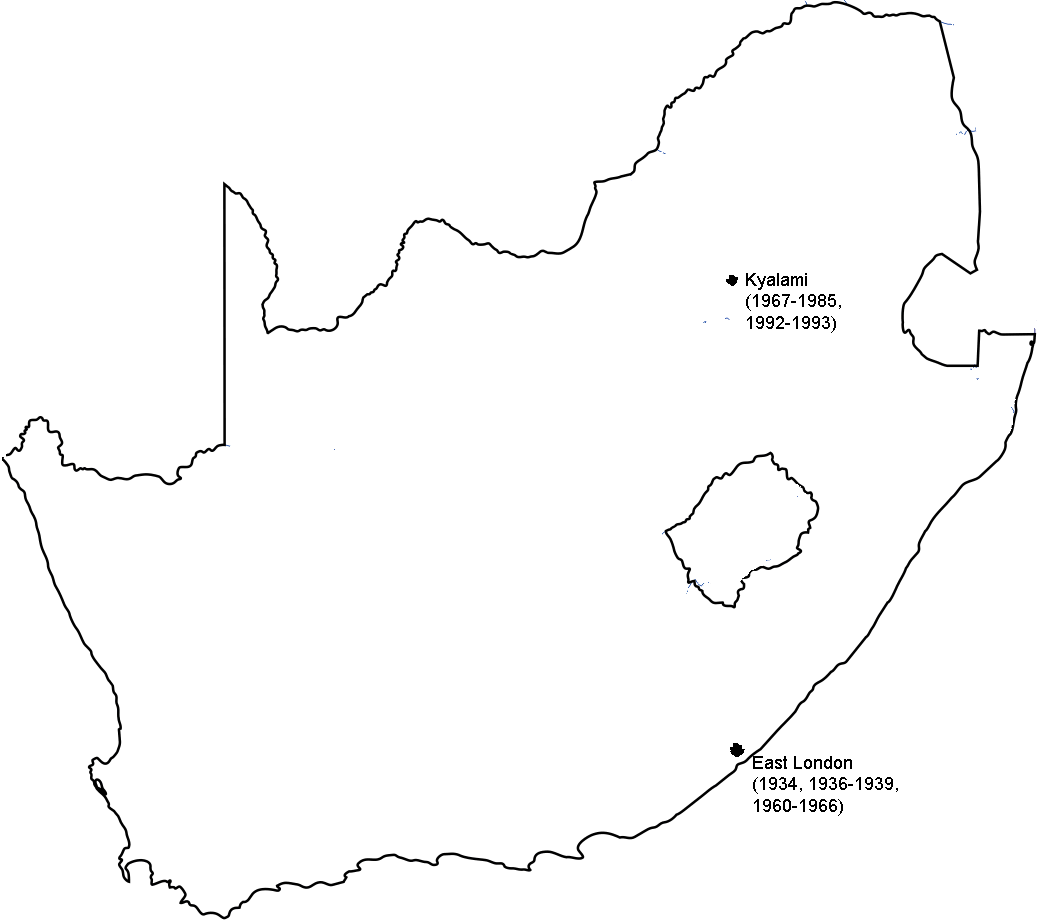
南非大獎賽位置的地圖

粉色背景为非世界锦标赛赛事
| 年份        | 車手              | 車隊          | 賽道         | 報告 |
| ----------- | ----------------- | ------------- | ------------ | ---- |
| 1993        | 阿兰·普罗斯特     | 威廉姆斯–雷諾 | 卡亞拉米賽道 | 報告 |
| 1992        | 奈杰尔·曼塞尔     | 威廉姆斯–雷諾 | 卡亞拉米賽道 | 報告 |
| 1991 – 1986 | 停辦              | 停辦          | 停辦         | 停辦 |
| 1985        | 奈杰尔·曼塞尔     | 威廉姆斯–本田 | 卡亞拉米賽道 | 報告 |
| 1984        | 尼基·劳达         | 麥拉倫–TAG    | 卡亞拉米賽道 | 報告 |
| 1983        | 里卡多·帕特雷斯   | 布拉漢姆–BMW  | 卡亞拉米賽道 | 報告 |
| 1982        | 阿兰·普罗斯特     | 雷諾          | 卡亞拉米賽道 | 報告 |
| 1981        | 卡洛斯·瑞特曼     | 威廉姆斯–福特 | 卡亞拉米賽道 | 報告 |
| 1980        | 勒内·阿尔努       | 雷諾          | 卡亞拉米賽道 | 報告 |
| 1979        | 吉爾·維倫紐夫     | 法拉利        | 卡亞拉米賽道 | 報告 |
| 1978        | 羅尼·彼得森       | 蓮花–福特     | 卡亞拉米賽道 | 報告 |
| 1977        | 尼基·劳达         | 法拉利        | 卡亞拉米賽道 | 報告 |
| 1976        | 尼基·劳达         | 法拉利        | 卡亞拉米賽道 | 報告 |
| 1975        | 朱迪·谢科特       | 泰瑞爾–福特   | 卡亞拉米賽道 | 報告 |
| 1974        | 卡洛斯·瑞特曼     | 布拉漢姆–福特 | 卡亞拉米賽道 | 報告 |
| 1973        | 杰基·斯图尔特     | 泰瑞爾–福特   | 卡亞拉米賽道 | 報告 |
| 1972        | 丹尼·哈默         | 麥拉倫–福特   | 卡亞拉米賽道 | 報告 |
| 1971        | 马里奥·安德烈蒂   | 法拉利        | 卡亞拉米賽道 | 報告 |
| 1970        | 杰克·布拉汉姆     | 布拉漢姆–福特 | 卡亞拉米賽道 | 報告 |
| 1969        | 杰基·斯图尔特     | 馬特拉–福特   | 卡亞拉米賽道 | 報告 |
| 1968        | 吉姆·克拉克       | 蓮花–福特     | 卡亞拉米賽道 | 報告 |
| 1967        | 佩德羅·羅德里格斯 | 庫珀–瑪莎拉蒂 | 卡亞拉米賽道 | 報告 |
| 1966        | 麥克·斯彭斯       | 蓮花–頂點     | 喬治王子賽道 | 報告 |
| 1965        | 吉姆·克拉克       | 蓮花–頂點     | 喬治王子賽道 | 報告 |
| 1964        | 停辦              | 停辦          | 停辦         | 停辦 |
| 1963        | 吉姆·克拉克       | 蓮花–頂點     | 喬治王子賽道 | 報告 |
| 1962        | 格拉汉姆·希尔     | BRM           | 喬治王子賽道 | 報告 |
| 1961        | 吉姆·克拉克       | 蓮花–頂點     | 喬治王子賽道 | 報告 |
| 1960        | 保罗·弗雷尔       | 庫珀–頂點     | 喬治王子賽道 | 報告 |
| 1960        | 史特靈·莫斯       | 保时捷        | 喬治王子賽道 | 報告 |
| 1959 – 1940 | 停辦              | 停辦          | 停辦         | 停辦 |
| 1939        | 路易吉·维洛雷西   | 瑪莎拉蒂      | 喬治王子賽道 | 報告 |
| 1938        | 布勒·邁耶         | 萊利          | 喬治王子賽道 | 報告 |
| 1937        | 帕特·費菲爾德     | 英格蘭競賽    | 喬治王子賽道 | 報告 |
| 1936        | 馬里奧·馬薩庫拉蒂 | 布卡堤        | 喬治王子賽道 | 報告 |
| 1935        | 停辦              | 停辦          | 停辦         | 停辦 |
| 1934        | 惠特尼·威拉德     | 瑪莎拉蒂      | 喬治王子賽道 | 報告 |
| 來源：      |                   |               |              |      |